# Ierland op het Eurovisiesongfestival 1989
Ierland nam deel aan het Eurovisiesongfestival 1989 in Lausanne, Zwitserland.
Het was de 23ste deelname van Ierland aan het festival.
De nationale omroep RTE was verantwoordelijk voor de bijdrage van Ierland voor 1989.

## Selectieprocedure
De Ierse Nationale finale werd gehouden op 12 maart 1989 en werd uitgezonden door de RTÉ, gepresenteerd door Ronan Collins.
Acht acts deden mee in de finale en de winnaar werd gekozen door 12 personen uit het publiek.

| Volgorde | Lied                               | Artiest                                | Punten | Plaats |
| -------- | ---------------------------------- | -------------------------------------- | ------ | ------ |
| 1        | The Real Me                        | Kiev Connolly & The Missing Passengers | 104    | 1st    |
| 2        | "Easy"                             | Honor Heffernan                        | 97     | 2nd    |
| 3        | "This isn't War (It's Revolution)" | Nicola Kerr                            | 79     | 3rd    |
| 4        | "Uaigneach"                        | Barry Ronan                            | 48     | 8th    |
| 5        | "Here We Go"                       | Linda Martin                           | 71     | 6th    |
| 6        | "Angel Eyes"                       | Jenny Newman                           | 77     | 5th    |
| 7        | "Song for You"                     | Dave Lalor                             | 68     | 7th    |
| 8        | "It was Meant to Be"               | Noelle                                 | 79     | 3rd    |

## In Lausanne
In Zwitserland moest Ierland aantreden als 3de, na Israël en voor Nederland.
Op het einde van de puntentelling bleek dat Ierland 18de was geworden met 21 punten.
Dit was tot dan toe het slechtste resultaat van het land op het festival.
Nederland gaf geen punten en België 3 punten voor deze inzending.

### Gekregen punten

#### Finale
| 12 punten | 10 punten   | 8 punten             | 7 punten                  | 6 punten |
| --------- | ----------- | -------------------- | ------------------------- | -------- |
|           |             |                      | - Turkije                 |          |
| 5 punten  | 4 punten    | 3 punten             | 2 punten                  | 1 punt   |
|           | - Duitsland | - België - Noorwegen | - Joegoslavië - Luxemburg |          |

### Punten gegeven door Ierland

#### Finale
Punten gegeven in de finale:
| 12 punten | Joegoslavië         |
| 10 punten | Denemarken          |
| 8 punten  | Finland             |
| 7 punten  | Israël              |
| 6 punten  | Frankrijk           |
| 5 punten  | België              |
| 4 punten  | Verenigd Koninkrijk |
| 3 punten  | Nederland           |
| 2 punten  | Duitsland           |
| 1 punt    | Cyprus              |

1965 · 1966 · 1967 · 1968 · 1969 · 1970 · 1971 · 1972 · 1973 · 1974 · 1975 · 1976 · 1977 · 1978 · 1979 · 1980 · 1981 · 1982 · 1983 · 1984 · 1985 · 1986 · 1987 · 1988 · 1989 · 1990 · 1991 · 1992 · 1993 · 1994 · 1995 · 1996 · 1997 · 1998 · 1999 · 2000 · 2001 · 2002 · 2003 · 2004 · 2005 · 2006 · 2007 · 2008 · 2009 · 2010 · 2011 · 2012 · 2013 · 2014 · 2015 · 2016 · 2017 · 2018 · 2019 · 2020 · 2021 · 2022 · 2023 · 2024 · 2025